# 카이엔주머니쥐
카이엔주머니쥐(Monodelphis touan)는 주머니쥐과에 속하는 남아메리카 주머니쥐의 일종이다. 프랑스령 기아나와 브라질 아마파주, 파라 주에서 발견된다. 오랫동안 북방붉은옆줄주머니쥐(M. brevicaudata)의 아종으로 분류했지만, 2012년에 출판된 유전학과 형태학 정보에 기초한 연구는 카이엔주머니쥐가 별도의 종임을 시사하고 있다. 비교적 최근에 발견되어 아직 보전 상태 등급이 평가되지 못한 상태이다.